# Айхгорн, Христофор
Христофор Айхгорн (швед. Christoffer Eichhorn; 26 октября 1837, Стокгольм — 3 декабря 1889) — шведский библиотекарь

, историк литературы и искусствовед. В ряде источников описывается как Кристофер Эйххорн или Христофор Эйхгорн.

## Биография
Родился в семье пивовара. Среднее образование получил в стокгольмских школах, в 1851 году поступил в Стокгольмскую гимназию, в 1855 году — в Уппсальский университет. С 1864 года работал в Королевской библиотеке, с 1877 года будучи её главным секретарём, в 1881 году был назначен смотрителем коллекций Национального художественного музея. Был одним из основателей Шведского археологического общества, сотрудничал в ряде научных журналов, много писал по истории литературы, искусства и культуры, стоял за развитие художественной промышленности.
Основные труды: «Svenska Studier» (1869—1871); «Svenska Byggnadskonsten» (1871); биографии Эренсверда (1866), Стагнелиуса (1868) и Сомелиуса (1867) и других писателей.
Христофор Айхгорн умер 3 декабря 1889 года в приходе Марии Магдалены в Стокгольме.